# Revolta de Natal
A Revolta de Natal (em sérvio:  Божићни устанак, transl. Božićni ustanak), também conhecida como Rebelião do Natal (Божићна побуна, Božićna pobuna), foi um levante fracassado em Montenegro liderado pelos Verdes no início de janeiro de 1919. O líder militar do levante foi Krsto Popović e seu líder político foi Jovan Plamenac.
O catalisador da revolta foi uma decisão da controversa Grande Assembleia Nacional do Povo Sérvio no Montenegro, vulgarmente conhecida como Assembleia de Podgorica. A assembleia decidiu unificar diretamente o Reino de Montenegro com o Reino da Sérvia, que pouco depois se tornaria o Reino da Iugoslávia. Após um processo questionável de seleção de candidatos, os Unionistas Brancos superaram em número os Verdes, que eram a favor da preservação do Estado montenegrino e da unificação numa Monarquia Dual confederal com a Iugoslávia.
A revolta atingiu o clímax em Cetinje em 7 de janeiro de 1919, data do Natal Ortodoxo Oriental. Os sindicalistas com o apoio do Exército Sérvio derrotaram os rebeldes Verdes. No rescaldo da revolta, o destronado Rei Nicolau I de Montenegro foi forçado a emitir um apelo à paz, uma vez que muitas casas foram destruídas. Como resultado da revolta, vários participantes cúmplices da revolta foram julgados e presos. Outros participantes da revolta fugiram para o Reino da Itália, enquanto alguns recuaram para as montanhas e continuaram a resistência guerrilheira sob a bandeira do Exército Montenegrino no exílio, que durou até 1929. O líder da milícia guerrilheira mais notável foi Savo Raspopović.

## Prelúdio
Vários historiadores reconhecem que a maioria dos montenegrinos apoiou a unificação com outros eslavos do sul numa base federal após a Primeira Guerra Mundial.  No entanto, o apoio à unificação não envolveu o mesmo grau de apoio à Assembleia de Podgorica, uma vez que muitos daqueles que apoiaram a unificação queriam que Montenegro se juntasse ao Reino dos Sérvios, Croatas e Eslovenos como uma entidade autônoma, em última análise numa confederação em vez de num reino sérvio centralizado.

## Plano
O plano dos Verdes consistia em seis pontos: 
- Vojvoda Đuro Petrović, liderando vários batalhões rebeldes, tomaria a cidade de Nikšić. A partir daí, deveriam marchar através de Čevo e Cuce até Cetinje, em coordenação com os rebeldes de Njeguši.
- O general Milutin Vučinić, liderando tropas de Piperi, Lješkopolje e Zeta, deveria atacar Podgorica e avançar em direção a Cetinje, atravessando Lješanska nahija. Suas tropas deveriam se encontrar com as tropas do vojvoda Đuro Petrović entre Čevo e Lješanska nahija.
- Jovan Plamenac, liderando tropas de Crmnica, e com o apoio de destacamentos de Ljubotinj, deveria dirigir-se para Cetinje. Os três grupos deveriam atacar Cetinje simultaneamente para desarmar as tropas sérvias e matá-las se resistissem. No caso de vitória, o plano era transportar os sérvios capturados para a ilha de Lesendro, no lago Skadar. Os rebeldes foram instruídos a transportar alimentos durante três dias, e o governo no exílio em Neuilly-sur-Seine foi solicitado a fornecer alimentos para 15.000 pessoas durante vinte dias, um uniforme para aqueles que atualmente não o possuem, rifles, metralhadoras, munições e vários canhões. Eles deveriam enviar a comida e o equipamento para um local próximo ao Lago Skadar.
- Quando todo o Montenegro for libertado, o governo no exílio começará a enviar alimentos com mais regularidade à população civil.
- Esperando um contra-ataque dos Vasojevići e dos sérvios, o governo no exílio foi solicitado a facilitar a criação de bandos de combatentes albaneses que os atacariam entre Peć e Plav. Por esta razão, o governo no exílio deveria fornecer a Jovan Plamenac 1.200.000 francos.
- O governo no exílio deveria informar o mundo sobre a opinião pública em Montenegro.

Este plano foi entregue a Antonio Baldacci em 14 de dezembro de 1918. 

## Rebelião

### Lutando em torno de Podgorica

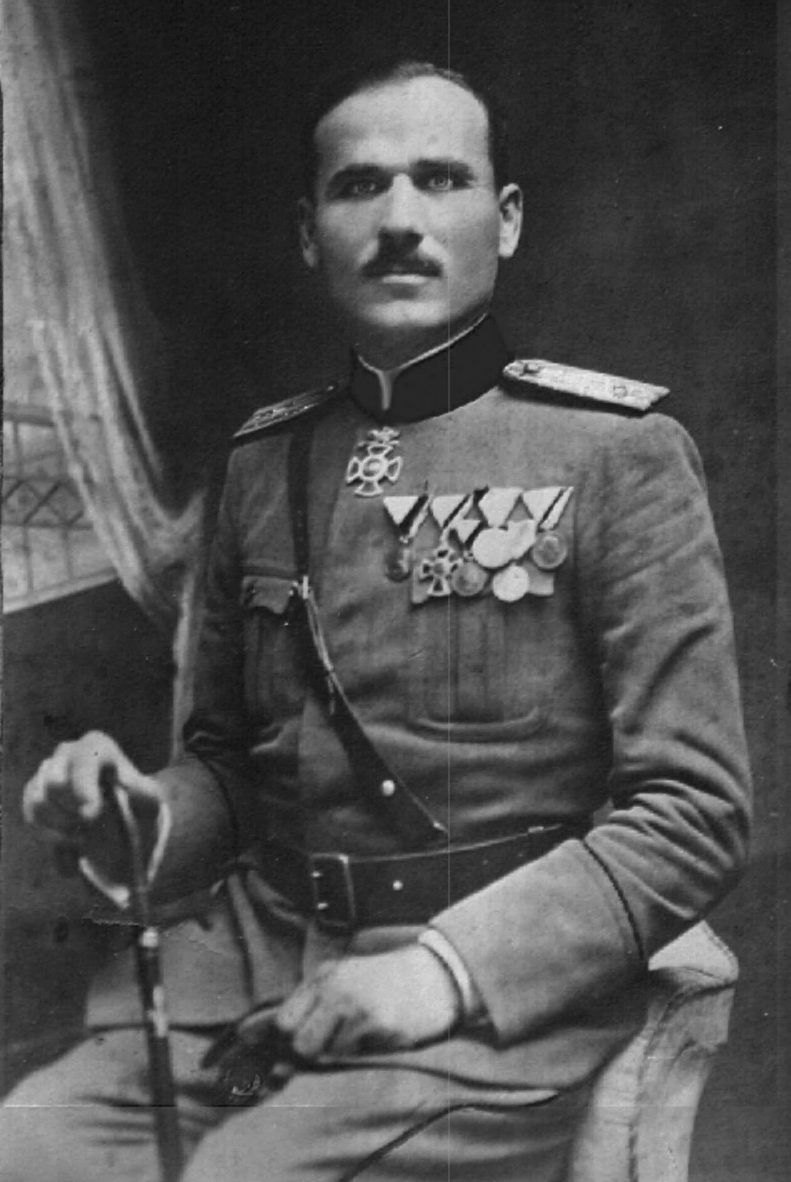
Krsto Popović foi um dos líderes da revolta.

A rebelião eclodiu primeiro em torno de Podgorica. Alguns Martinići liderados pelos comandantes Stevan e Bogić Radović assumiram o controle da Fortaleza Spuž. Os Piperi liderados pelo Brigadeiro-General Milutin Vučinić cortaram a estrada entre Danilovgrad e Podgorica em Vranićke Njive. O comandante Andrija e o capitão Mato Raičević capturaram Velje Brdo com vista para Podgorica. 
Como a maioria dos Bjelopavlići apoiava a unificação, os rebeldes que ocuparam a Fortaleza Spuž foram rapidamente forçados a capitular sem disparos de balas. Os líderes foram detidos e suas tropas foram enviadas para casa. Os Bjelopavlići, em sua maioria formados por jovens, continuaram em direção a Podgorica. Eles foram recebidos em Vranićke Njive por Vučinić, onde provavelmente teriam começado os combates, se os jovens de Podgorica, Piperi e Kuči não tivessem alcançado simultaneamente as suas tropas por trás. Vučinić foi cercado e ordenou que suas tropas depusessem as armas. Os líderes foram, novamente, detidos e transportados para Podgorica, e as tropas enviadas para casa. O mesmo aconteceu em Velje Brdo. 
A derrota em Podgorica viria a ser um forte revés para os rebeldes, uma vez que as tropas que foram desarmadas deveriam ajudar nos cercos de Nikšić e Cetinje. Além disso, os rebeldes pareciam menos unidos e menos dispostos, o que teve os seus efeitos na confiança dos Verdes noutras áreas. 

### Lutando em torno de Nikšić
A cidade de Nikšić foi cercada em 3 de janeiro de 1919 (O.S: 21 de dezembro de 1918) mas nenhum combate eclodiu até a tarde de 5 de janeiro. O cerco foi liderado de um lado pelo major Šćepan Mijušković, um veterano de várias guerras anteriores. Durante a manhã, os rebeldes entregaram um ultimato aos defensores da cidade para enviarem os seus comandantes para a nova cervejaria junto ao rio Bistrica. Os tiros foram disparados primeiro da colina de Trebjesa, depois de Čađelica, Glavica e ao redor da cervejaria. 
A juventude da cidade organizou um conselho onde o Dr. Niko Martinović foi eleito presidente, e Marko Kavaja, mais tarde roteirista, secretário. Alguns veteranos também aderiram, mas as tropas da cidade sob o comando do capitão Stojić perderam contato com Cetinje e desistiram. Stojić armou os jovens com uma metralhadora. Kavaja foi negociar com os rebeldes em Pandurica, na companhia de um prisioneiro de guerra, irmão de Radojica Nikčević, um dos líderes rebeldes. Ele afirma que os rebeldes não se opunham à unificação, mas lutavam pelos seus "honrados vojvodas e serdars". As negociações não conseguiram parar os combates. 
Ao pôr do sol, o cerco foi aliviado pelas forças de Bjelopavlići. Depois de ouvir que mais reforços de Grahovo vinham em auxílio dos defensores, muitos rebeldes desertaram. O Drobnjaci chegou atrasado à defesa, desviado pelo mau tempo. Após o fim dos combates, vários líderes rebeldes foram capturados, incluindo Đuro e Marko Petrović, e o ex-ministro da Defesa Marko Đukanović. Misja Nikolić e o brigadeiro-general Đuro Jovović escaparam, escondendo-se e atravessando para a Itália, respectivamente. 

### Cerco de Virpazar
A agitação começou em torno da cidade de Virpazar, em Crmnica, em 3 de janeiro de 1919 (O.S: 21 de dezembro de 1918), onde os partidários do rei Nicolau I foram liderados por Jovan Plamenac.
De acordo com o comandante Jagoš Drašković, Plamenac abordou Virpazar na manhã de 3 de janeiro com mais de 400 homens, enquanto Drašković defendeu a cidade com cerca de 350. O número de defensores aumentou durante o dia, e Plamenac esperava chegar às tropas italianas mais ao sul para obter suprimentos e munições. Como Drašković colocou as suas tropas entre Plamenac e os italianos, Plamenac concordou em encontrar-se com Drašković, que estava acompanhado pelo Dr. Blažo Lekić, líder da juventude Crmnica e um local mais velho, Stanko Đurović. Plamenac concordou em enviar seus homens para casa, em troca de uma carta garantindo sua passagem segura para Cetinje depois que seus homens se dispersassem. 
Drašković conclui que Plamenac concordou em dispersar as suas tropas porque não tinha certeza da sua vitória e porque o seu plano era lidar rapidamente com Virpazar e Rijeka Crnojevića, após o que as suas tropas na área poderiam juntar-se ao cerco de Cetinje, que foi planeado para ser encerrado em 5 de janeiro. Como isso se revelou impossível, ele contava com a melhoria das chances dos Verdes em relação a Cetinje, comparecendo pessoalmente e na companhia de pelo menos alguns homens. 
Plamenac dissolveu a maior parte de suas tropas na noite de 3 de janeiro e seguiu para sua aldeia natal, Boljevići, com cerca de 60 homens, que planejavam marchar sobre Cetinje no dia seguinte. No dia 4 de janeiro, Andrija Radović parou em Virpazar quando regressava de Shkodër, onde fez um discurso perante os habitantes locais de Crmnica. Ele ameaçou Plamenac e destacou que agora estava condecorado com mais honras estrangeiras do que o falecido Ilija Plamenac. Drašković considera que este discurso agiu em detrimento da causa Branca, principalmente porque enfureceu os habitantes locais que tinham Ilija Plamenac em alta conta. Devido a esta nova situação, Jovan Plamenac começou a reunir novamente os seus homens. 
Na noite de 4 de janeiro, Drašković marchou sobre Boljevići com cerca de 150 homens, mas Plamenac já havia recuado em direção a Seoca e Krnjice. Drašković regressou a Virpazar e embarcou com os seus homens num navio com destino a Krnjice, onde atacou Plamenac e as suas tropas. Os Verdes recuaram para Skadarska Krajina e cruzaram o Bojana para se juntarem às tropas italianas na Albânia. 

### Lutando em torno de Rijeka Crnojevića
Embora seja uma aldeia menor, Rijeka Crnojevića foi fundamental para o plano dos Verdes. Após a sua queda, as tropas da área deveriam lançar um ataque sério contra Cetinje. A cidade foi cercada em 3 de janeiro de 1919 (O.S: 21 de dezembro de 1918) por tropas sob o comando do comandante Đuro Šoć. Os defensores da cidade eram liderados pelo General de Brigada Niko Pejanović e, embora em número reduzido, mantiveram as suas posições.
No primeiro dia do cerco, Pejanović escreveu a um dos comandantes dos Verdes para cancelar o ataque. Šoć escreveu ao comando local, ao chefe do srez e ao presidente do município. Ele solicitou que os defensores produzissem três reféns, evacuassem todas as tropas sérvias e desde que os defensores deixassem Rijeka Crnojevića armados, após o que garantiu que seriam escoltados com honra até Shkodër. Afirma nas suas cartas que Montenegro foi "vendido pela prata de Judas" e que embora fosse a "tocha da liberdade sérvia", foi ocupado pelos "fraternos Šumadijans que substituem os austro-húngaros". As suas afirmações de que 35.000 montenegrinos participavam na revolta e que Virpazar já estava conquistado foram amplamente exageradas. 
Durante a noite, chegaram reforços de Podgorica para levantar o cerco. Segundo Jovan Ćetković, membro da Assembleia de Podgorica, os jovens de Podgorica reuniram-se com os Verdes durante a noite perto de Carev Laz, perto de Rvaši. Após um breve confronto verbal, os líderes da juventude concordaram em negociar com os Verdes em Rvaši. Todor Božović, o capitão Jovan Vuksanović e o deputado da Assembleia de Podgorica Nikola Kovačević – Mizara seguiram para Rvaši acompanhados por 5-6 outros membros da juventude. Os restantes montaram acampamento perto de Carev Laz e foram liderados pelo capitão Radojica Damjanović e pelo porta-bandeira Nikola Dragović. Lá, conheceram os capitães Đuza Đurašković e Marko Radunović, que aguardavam um negociador dos Verdes. Eles esperaram em Rvaši até o amanhecer, quando um grupo seguiu em direção a Rijeka, para a aldeia de Drušići. Encontraram o serdar Joko Jovićević, que convocou um local, o capitão Đuko Kostić, e iniciou negociações entre os dois grupos. 
Na manhã do dia 4 de janeiro, enquanto os grupos negociavam, os jovens decidiram avançar contrariando o comando de Todor Božović. Eles encontraram os Verdes sob o comando do capitão Jovan Vujović na aldeia de Šinđon, perto de Rijeka Crnojevića, onde os Verdes ocupavam terrenos mais elevados. Os Verdes perceberam que, embora inicialmente superassem em número os defensores da cidade, agora estavam em menor número. Eles concordaram em enviar seus homens para casa e saudar a bandeira dos Brancos, que era altamente impopular entre as tropas rebeldes. 
Depois de romper o cerco de Rijeka Crnojevića, os brancos alcançaram uma vitória extremamente significativa e, em 5 de janeiro, as tropas sob o comando do general sérvio Dragutin Milutinović terminaram uma pequena revolta em Rijeka Crnojevića e impediram um ataque maior a Nikšić. 

### Cerco de Cetinje
Tal como Jovan Plamenac e os outros líderes rebeldes tinham planeado, Cetinje acabou por ser o epicentro da revolta. Após vários dias de troca de cartas, os rebeldes começaram a formar esquadrões armados em 31 de dezembro de 1918 (O.S: 18 de dezembro de 1918). Os rebeldes reuniram-se em frente à Casa do Governo em 1 de janeiro de 1919 e deixaram a cidade em direção às colinas. Os recrutas foram chamados às armas tocando os sinos das igrejas nas proximidades de Cetinje. Em 2 de janeiro, Cetinje estava cercada por todos os lados. 
De acordo com Ćetković, a cidade era, neste momento, defendida por cerca de 100 membros da guarda nacional, ou seja, 20-30 homens de várias tribos ao redor de Cetinje, 50-60 membros da juventude, 50 gendarmes e policiais e 100 membros do 2º Regimento Iugoslavo sob o comando do Coronel Dragutin Milutinović. As tropas careciam de munição e cada defensor tinha entre 50 e 100 tiros. As tropas de Milutinović estavam armadas com dois canhões e cerca de 1.000 projéteis. 
O líder da juventude Marko Daković solicitou que Milutinović entregasse armas às suas tropas, mas como ele próprio estava com falta de armas e munições, dirigiu Daković ao comandante do Segundo Exército estacionado em Sarajevo, vojvoda Stepa Stepanović. As linhas telefônicas ainda estavam operacionais e Stepanović permitiu que Daković reabastecesse a partir da guarnição do exército em Tivat . Durante 2 de janeiro, o líder da guarda nacional de Lješanska, tenente Radoje Ćetković, chegou a Tivat e voltou com cerca de 2.000 rifles e ampla munição. 
No dia seguinte, 3 de janeiro, uma delegação chefiada pelos generais de brigada Milutin Vukotić e Jovo Bećir foi negociar com os líderes rebeldes no seu quartel-general na aldeia de Bajice. Segundo o general Milutinović, as negociações não tiveram sucesso e ele foi negociar pessoalmente por volta das 14h. Milutinović encontrou-se com o capitão Đuro Drašković e o tenente Ilija Bećir, este último que descreve como insolente por ter dito "Ou os sérvios deixam Montenegro ou haverá sangue, não há e não pode haver outra maneira". No seu regresso, Milutinović encontrou-se com as suas tropas que lhe imploraram que atacasse Bajice, mas o seu pedido foi negado porque "ainda esperava que tudo terminasse pacificamente". 
Na manhã de 4 de janeiro, o serdar Janko Vukotić chegou a Cetinje. Ele rompeu a guarda avançada dos rebeldes com uma força de 30 homens de Čevo. Milutinović aconselhou Vukotić a fazer acordos com o Comité Executivo Nacional, para lhe permitir tentar negociar com os rebeldes em Bajice. A Comissão concordou e Vukotić foi para Bajice de carro, acompanhado de dois capitães e um deputado da Assembleia de Podgorica. Os dois capitães regressaram a pé pouco depois com a notícia de que Vukotić e o deputado tinham sido capturados. Além da captura de serdar Vukotić e de alguns policiais que encontraram um pequeno obstáculo no caminho para as aldeias de Kosijeri e Jabuka, nenhum combate ocorreu naquele dia. 
Preso em Bajice, o serdar Janko Vukotić escreveu ao General Milutinović na manhã de 5 de janeiro, implorando-lhe que permitisse que os rebeldes entrassem em Cetinje sem luta, ao mesmo tempo que protegia a área em torno do seu comando com tropas sérvias e a área entre o teatro Zetski Dom, o hospital e o quartel com tropas sob o comando do vojvoda Stevo Vukotić. A sua mensagem era pessimista, pois acreditava que as forças de Milutinović estavam em grande desvantagem numérica. Por volta das 6h, uma lista de demandas escrita pelo capitão Krsto Popović no dia anterior foi entregue a Milutinović, pedindo o encerramento das resoluções da Assembleia de Podgorica. A mensagem foi entregue a Milutinović pelo Capitão Đuro Drašković e pelo Tenente Grujičić. Drašković queixou-se verbalmente a Milutinović sobre o desrespeito para com as unidades militares montenegrinas por parte do comando sérvio.  
Na sua carta, o Capitão Popović exigia que a organização do emergente Reino da Jugoslávia fosse decidida pela Assembleia Constituinte, que qualquer responsável pelos acontecimentos no Montenegro fosse julgado e que fossem realizadas novas eleições para produzir um novo governo que representasse o Montenegro na esfera internacional. relações. Ele deu a Milutinović até 6 de janeiro para concordar e ameaçou entrar na cidade com vários milhares de soldados. Milutinović respondeu a Popović prometendo pôr fim a quaisquer irregularidades por parte das novas autoridades policiais e concordando em levar os pedidos de Popović ao governo de Belgrado, mas recusando qualquer uma das suas outras exigências. Milutinović estava mais confiante na sua capacidade de segurar Cetinje, uma vez que um carregamento de armas e munições tinha chegado de Tivat na noite anterior.  
Durante a tarde, o vojvoda Stevo Vukotić, irmão da rainha Milena de Montenegro, foi visitar o serdar Janko Vukotić em Bajice onde estava detido. Serdar Janko implorou a Stevo Vukotić em lágrimas, enquanto Stevo não estava disposto a aceitar nenhuma das exigências dos rebeldes. Milutinović realizou uma reunião com o Comité Executivo à tarde, durante a qual o General de Divisão Mitar Martinović sugeriu aceitar os termos dos rebeldes. Milutinović prosseguiu com a sua defesa, ignorando a posição do Comité, e colocou o padrinho do Príncipe Miguel, Capitão Božo Novaković, no comando das tropas voluntárias. 
Na noite de 5 de janeiro, uma unidade de artilharia de Zelenika armada com dois canhões e liderada pelo comandante Ljubodrag Janković tentou chegar a Cetinje. Chegaram a Kotor por volta das 17h e partiram para Cetinje duas horas depois. A unidade foi retida pelos rebeldes na aldeia de Njeguši, após o que o comando em Kotor ordenou que abrissem fogo. Eles não seguiram sua ordem e acamparam durante a noite na encosta de Krstac, perto de Njeguši. Ao mesmo tempo, um grupo de mais de 600 brancos seguiu em direção a Cetinje vindo do cerco fracassado de Rijeka Crnojevića. O grupo era formado por membros das tribos Kuči, Piperi e Bjelopavlići. Eles formaram uma coluna perto de Belveder, onde foram emboscados pelos Verdes. O grupo entrou em Cetinje, perto do hospital, no final da noite. 
Em 6 de janeiro de 1919, cerca de 250 soldados sérvios e 850 voluntários de tribos montenegrinas próximas lutaram contra uma formação de aproximadamente 1.500 a 2.000 rebeldes verdes em Cetinje.  Naquele dia, os Verdes iniciaram um cerco a Cetinje, matando alguns membros da Grande Assembleia Nacional e alguns Brancos. Depois disso, os Verdes experimentaram um severo partidarismo, além de enfrentarem os Brancos militarmente mais fortes. 

## Influência e reações internacionais

### Papel italiano
Como resultado da Assembleia de Podgorica, o rei Nicolau foi exilado para o Reino da Itália, de onde a revolta gozou de apoio substancial. Os ministros do rei Nicolau pediram que o Corpo de Expedição Italiano na Albânia entrasse em Montenegro, "para que fosse libertado exclusivamente pelas tropas italianas". Um comitê organizado pelo etnógrafo italiano Antonio Baldacci apoiou os Verdes pelo menos até 1921.
No final de novembro de 1918, durante a Assembleia de Podgorica, as tropas italianas tentaram assumir o controle das áreas costeiras de Montenegro sob o pretexto do movimento de tropas da Entente, mas foram impedidas de fazê-lo.

### Resposta internacional
Na primavera de 1919, os Estados Unidos enviaram Charles W. Furlong como enviado da Comissão de Paz a Montenegro. Furlong relatou ao The New York Times em uma entrevista publicada em 15 de junho de 1919, que os eleitores na Assembleia de Podgorica agiram como os "carpetbaggers" fizeram nos Estados Unidos.
Uma iniciativa chamada Comissão Inter-Aliada de Investigação monitorizou a Assembleia de Podgorica e os Brancos após a revolta. Incluía Louis Franchet d'Espèrey, bem como tenentes dos Estados Unidos, Reino Unido e Itália. Registaram que havia apenas 500 soldados unionistas no Montenegro e que não eram exclusivamente sérvios, mas sim de outros constituintes do novo Reino dos Sérvios, Croatas e Eslovenos. A comissão também concluiu, ao entrevistar Verdes mantidos como prisioneiros, que a revolta foi "causada por agentes do rei Nicolau I e apoiada por alguns emissários da Itália". 

## Consequências
Mais tarde, no século XX, a Revolta do Natal foi alvo de ênfase ideológica no nacionalismo montenegrino. Na Segunda Guerra Mundial, um dos primeiros líderes dos Verdes, Sekula Drljević, convidou a ocupação italiana de Montenegro e colaborou com o Estado Independente da Croácia para romper com a Iugoslávia.
Desde que Montenegro declarou independência da Sérvia em 2006, a Revolta do Natal foi comemorada em extremos opostos da consciência histórica montenegrina. Em 1941, um memorial no cemitério dos sindicalistas brancos foi destruído pela ocupação italiana de Montenegro em Cetinje. A partir de 2017, foi pavimentada uma passarela no mesmo cemitério de Cetinje sem qualquer reconhecimento aos brancos.  Em 7 de janeiro de 2008, no 90º aniversário da revolta, o primeiro-ministro montenegrino Milo Đukanović revelou uma estátua memorial para os Verdes que foram mortos na insurreição.